# 未來城 (伊利諾伊州)
未來城（英語：Future City）是位於美國伊利諾伊州亞歷山大縣的一個非建制地區。該地的面積和人口皆未知。

## 地理
未來城的座標為37°01′44″N 89°11′17″W / 37.02889°N 89.18806°W，而該地的平均海拔高度為95米（即312英尺）。